# Хуан Антонио Самаранч
Хуан Антонио Самаранч и Торельо̀ (на испански: Don Juan Antonio Samaranch i Torelló, marqués de Samaranch) е испански спортен функционер и седмият президент на МОК. Упражнява дейността си от 1980 до 2001.

## Биография
Роден е през 1920 в заможно семейство в Барселона. Завършва висшия институт по бизнес в града. Преди да бъде избран за главен отговорник по спорта в режима на Франциско Франко, е бил водач на испанския отбор на редица олимпийски събития (шеф на испанската делегация за игрите в “Кортина д’Ампецо ‘56”, “Рим ‘60” и “Токио ‘64”). През 1967 става президент на испанския олимпийски комитет и член на МОК. От 1974 до 1978 е вицепрезидент на МОК. Бил е посланик на Испания в Съветския съюз и Монголия от 1977 до 1980. През 1991 получава титлата маркиз от краля на Испания.
Избран е за президент на МОК на 83-та сесия на организацията, която се провежда в Москва. По време на управлението си успява да промени олимпийското движение във финансово стабилна организация с множество телевизионни сделки и договори със спонсори. Въпреки че източният блок бойкотира игрите в Лос Анджелис през 1984, броят на страните присъединяващи се към МОК не престава да расте. Самаранч изтъква желанието си на олимпиадите да участват само най-добрите атлети, с което тотално отпада идеята за „олимпиада на аматьорите“.
Най-голямото му постижение по време на управлението е именно спасяването на МОК от финансовата криза през 70-те години на 20 век. Поради сключените сделки за милиони долари, той е и силно критикуван поради комерсиализацията на идеята за олимпийските игри.
Самаранч се прочува и с бохемския си начин на живот. Той настоява към него да се обръщат с „Ваше Превъзходителство“, вози се в скъпа лимузина и винаги отсяда във възможно най-скъпия хотел в града, който посещава. Парите, които използва за тези цели са от МОК.
Критикуван е и поради допинг скандалите и ширещата се корупция по негово време.
Лобира за избиране на Мадрид за домакин на летните олимпийски игри през 2012.

## Критики
За негов „кръстник“ се спряга Хорст Даслер.